# قتل ديان وآلان سكوت
وقعت جريمة قتل ديان وآلان سكوت جونسون في 2 سبتمبر 2003. تم إطلاق النار عليهم حتى الموت في بيليفو، ايداهو، من قبل ابنتهم سارة ماري جونسون البالغة من العمر 16 عامًا.

## مرتكبة الجريمة
ولدت سارا ماري جونسون 24 يناير، 1987. نشأت في مدينة بلفيو بولاية ايداهو، وحضرت مدرسة وود ريفر الثانوية في هيلي. 

## التاريخ
في 2 سبتمبر 2003، تم إطلاق النار على آلان سكوت جونسون وديان جونسون حتى الموت في بيلفو، ايداهو، في المنزل. أُطلقت النار على آلان مرتين في الصدر، بينما أُطلقت النار على دايان في الرأس. تم العثور على ابنتهما سارة جونسون مُتَّهَمة بقتلهما. كانت سارة في السادسة عشرة من عمرها في ذلك الوقت. كان دافعها الواضح هو منع والديها من مواعدة برونو سانتوس البالغ من العمر 19 عاما. 
في حوالي الساعة 6:20 من صباح يوم 2 سبتمبر 2003، أخذت جونسون سلاح الجريمة، بندقية وينشستر من بيت الضيافة. وكان المستأجر من المنزل قد غادر إلى بويز، ايداهو، ولم يخطط للعودة خلال أسبوع أو نحو ذلك. ثم دخلت إلى غرفة نوم والديها وأطلقت النار على أمها النائمة في رأسها، ثم دخلت إلى الحمام وأطلقت النار على والدها في الصدر، فوق القلب مباشرة، بينما كان يستحم. وقدمت أدلة الحمض النووي في المحاكمة من رداء الحمام المهملة وقفاز اللاتكس الذي عثرت عليه الشرطة في صندوق قمامة أمام المنزل. كان يحتوي على الحمض النووي لكل من الضحايا وسارة. جنبا إلى جنب مع الرداء وقفاز اللاتكس كان القفازات الجلدية التي كان لها بقايا طلقات نارية عليه. أثناء تفتيش غرفة نوم جونسون وُجِدَت القفازات الجلدية الأخرى التي تخص الزوج. 
تم العثور على جونسون مذنبة بارتكاب جرائم قتل والديها من قبل مقاطعة أدا، ايداهو، هيئة المحلفين في 16 مارس، 2005. وحُكم عليها بفترة حياة متزامنة بالإضافة إلى خمسة عشر عاماً من أجل تحسين السلاح الناري. أيدت المحكمة العليا ايداهو إدانتها.
في عام 2012، قدم محامي جونسون التماسًا لمحاكمة جديدة، متهماً إياها بعدم وجود مستشار قانوني غير فعال في محاكمة القتل.  في أكتوبر 2014، تم رفض الطلب. 

## وسائل الإعلام
قد ظهرت هذه القضية في سلسلة نتائج التحقيق (محلولة) (ID's solved) وسلسلة النساء القاتلة، والمعرض الوثائقي أسرار سبربان، و «سبايك تي في» عرض في البرنامج (القتل)، ألتُقِطَت على شبكة أكسجين و «وقت التشغيل الأساسي» ABC: (تم تحريرها في حلقة من نتائج التحقيقinvestigation discovery) 20/20) على معرف في 2014). 
ظهرت هذه القضية أيضا في حلقة من ملفات الطب الشرعي على TruTV وعلى E! 'صغير جدا للقتل: 15 جرائم صادمة في # 9. ظهرت هذه القضية أيضا في الحلقة # 067 من قصة البودكاست قاتلة المدينة الصغيرة، هي. تظهر أيضا في الحلقة 19 من سلسلة النساء القاتلة نيتفليكس.